# Jane McGregor
Jane McGregor (1 de enero de 1983) es una actriz canadiense, conocida por sus papeles en Slap Her... She's French (2002), Flower & Garnet (2002), y That Beautiful Somewhere (2006), como también su cameo en la serie Robson Arms.

## Vida personal
McGregor nació en 1983, y todavía reside en su ciudad natal de Vancouver. Tiene una hermana.

## Carrera
Su carrera comenzó con clases en el Vancouver Youth Theatre a la edad de 8 años, lo que fue seguido de comerciales de juguetes. Su primera aparición televisiva fue un cameo en la serie canadiense The Odyssey, en el papel de 'Linda'.
En 1999, McGregor apareció en un episodio de la serie de Disney Channel, So Weird como Gabe Crawford, la novia del personaje principal.
En 2002 tuvo el papel de la protagonista Starla Grady en Slap Her... She's French junto a Piper Perabo, lo que fue seguido de un papel en la comedia Flower & Garnet.
También en 2002 ganó un premio en el Vancouver International Film Festival po Flower & Garnet y Bitten.
En 2005 apareció en un episodio Supernatural y tuvo un pequeño papel como la hermana de Keri Russell en el drama de Hallmark Hall of Fame, The Magic of Ordinary Days.
En 2006 hizo el papel de Catherine Nyland, un arqueóloga sufriendo de migrañas en That Beautiful Somewhere, junto a Roy Dupuis. De 2005 a 2008 hizo un cameo como Alicia Plecas en la serur Robson Arms, y en 2007 apareció en American Venus como Jenna Lane.
Ha sido profesora de actuación en Biz Studios, y actualmente es profesora en una escuela de Vancouver.
Más recientemente, McGregor ha tenido papeles como invitada en The Listener, Almost Human, y Fargo.

## Filmografía

### Películas
| Año  | Título                                  | Papel                 | Director          | Notes                                                                            |
| ---- | --------------------------------------- | --------------------- | ----------------- | -------------------------------------------------------------------------------- |
| 1996 | Live TV                                 | Nila                  | Annie O'Donoghue  | Cortometraje                                                                     |
| 2002 | Slap Her... She's French                | Starla Grady          | Melanie Mayron    | Lanzado el 18 de julio de 2002 en Canadá                                         |
| 2002 | Bang Bang You're Dead                   | Jenny Dahlquist       | Guy Ferland       | Estrenada el 7 de junio de 2002 en el Seattle International Film Festival        |
| 2002 | Bitten                                  | Hija                  | Claudia Morgado   | Cortometraje Estrenado el 8 de agosto de 2002 en el Montreal World Film Festival |
| 2002 | Flower & Garnet                         | Flower                | Keith Behrman     | Estrenado el 26 de agosto dw 2002 en el Montreal World Film Festival             |
| 2006 | That Beautiful Somewhere                | Catherine Nyland      | Robert Budreau    | Estrenado el 26 de agosto de 2006 en el Montreal World Film Festival             |
| 2006 | Citizen Duane                           | Molly Buckley         | Michael Mabbott   | Estrenado el 8 de septiembre de 2006 en el Toronto International Film Festival   |
| 2007 | American Venus                          | Jennifer "Jenna" Lane | Bruce Sweeney     | Estrenado el 8 de septiembre de 2007 en el Toronto International Film Festival   |
| 2013 | Penguins (Are So Sensitive to My Needs) | Det. Rowe             | Matthew Kowalchuk | Cortometraje Lanzado el 1 de mayo de 2013 en Canadá                              |
| 2016 | The 9th Life of Louis Drax              | Sophie                | Alexandre Aja     | Lanzamiento limitado el 2 de septiembre de 2016 en Canadá                        |
| 2017 | A Dog's Purpose                         | Rachel                | Lasse Hallström   | Lanzado el 27 de enero de 2017 en Canadá                                         |

### Televisión
| Año     | Título                                                 | Papel               | Notas                                   |
| ------- | ------------------------------------------------------ | ------------------- | --------------------------------------- |
| 1994    | The Odyssey                                            | Linda               | 3.8 "Styx and Stones", 3.13 "Time Bomb" |
| 1998    | You, Me and the Kids                                   |                     | 1.14 "Smoke Alarm"                      |
| 1998    | Noah                                                   | Kathy Simmons       | Película de 1998                        |
| 1999    | Two of Hearts                                          | Sarah Saunders      | Película de televisión                  |
| 1999    | So Weird                                               | Gabe Crawford       | 1.7 "Angel"                             |
| 1999    | The Patty Duke Show: Still Rockin' in Brooklyn Heights | Molly Harrison      | Película de televisión                  |
| 1999    | Our Guys: Outrage at Glen Ridge                        | Diane Carter        | Película de televisión                  |
| 1999    | Hayley Wagner, Star                                    | Mira                | Película de televisión                  |
| 1999    | Poltergeist: The Legacy                                | Patricia Spiro      | 4.18 "Gaslight"                         |
| 1999    | Y2K                                                    | Kelly Cromwell      | Película de televisión                  |
| 2000    | Live Through This                                      | Darby Parsons       | Papel principal                         |
| 2005    | The Magic of Ordinary Days                             | Abby                | Película de televisión                  |
| 2005    | Young Blades                                           | Mireille            | 1.5 "Da Vinci's Notebook"               |
| 2005    | Supernatural                                           | Lori Sorenson       | 1.7 "Hook Man"                          |
| 2005–08 | Robson Arms                                            | Alicia Plecas-Fochs | Cameo                                   |
| 2007    | Los 4400                                               | Vanessa Martin      | 4.3 "Audrey Parker's Come and Gone"     |
| 2007    | Fallen                                                 | Deborah             | 1.3 "Someone Always Has to Die"         |
| 2011    | Fringe                                                 | Julia               | 4.7                                     |
| 2013    | The Dark Corner                                        | Dana Rosten         | Miniserie                               |
| 2013    | The Listener                                           | Jennifer Cowell     | 4.8 "The Illustrated Woman"             |
| 2013    | Almost Human                                           | Kelly Cooper        | 1.4 "The Bends"                         |
| 2014    | Fargo                                                  | Nurse Faber         | 1.6 "Buridan's Ass"                     |
| 2014    | Signed, Sealed, Delivered                              | Kelly               | 1.7 "Something Good"                    |
| 2016    | Newlywed and Dead                                      | Jay's Mother        | Película de televisión                  |